# Typ 64 MAT
Die Typ 64 MAT (jap. 64式対戦車誘導弾, 64-shiki taisensha yūdōdan, dt. „Antipanzer-Lenkwaffe Typ 64“) war eine drahtgelenkte Panzerabwehrrakete, welche in den späten 1950ern entwickelt wurde. Die Lenkwaffe ist der MBB COBRA und der 9M14 Maljutka sehr ähnlich. Sie wird innerhalb der JGSDF auch als 64MAT oder KAM-3 bezeichnet.

## Technik

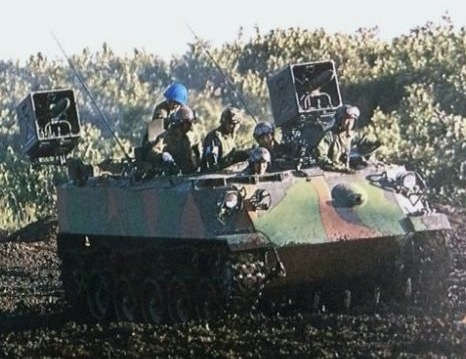
Typ 60 APC with Typ 64 MAT.

Die Entwicklung der Rakete begann 1957 und wurde 1964 als Typ 64 MAT in Dienst gestellt. Die Waffe wurde von Kawasaki Heavy Industries hergestellt. Obwohl der Großteil der Lenkwaffen durch die Typ 79 Jyu-MAT und Typ 87 Chu-MAT ersetzt worden sind, wird immer noch ein kleiner Teil als Reserve zurückbehalten.
Zwei Lenkwaffen werden auf einem Mitsubishi Typ 73 Light Truck in Startboxen transportiert, zwei weitere Waffen sind als Reserve vorhanden. Das System wird von drei Mann bedient. Die Waffe wird von einem Feststoffraketentriebwerk  angetrieben und erreicht in 0,8 Sekunden ihre Marschgeschwindigkeit. Dazu wird der Startkanister um 15° gegen die Horizontale geneigt, der Operator lenkt die Waffe daraufhin manuell ins Ziel (MCLOS).